# Corydalus
Corydalus is een geslacht van grootvleugelige insecten (Megaloptera), en het typegeslacht van de familie Corydalidae. De wetenschappelijke naam van het geslacht werd in 1802 gepubliceerd door Pierre André Latreille.

## Soorten
- Corydalus affinis Burmeister, 1839
- Corydalus amazonas Contreras-Ramos, 1998
- Corydalus armatus Hagen, 1861
- Corydalus arpi Navás, 1936
- Corydalus australis Contreras-Ramos, 1998
- Corydalus batesii McLachlan, 1867
- Corydalus bidenticulatus Contreras-Ramos, 1998
- Corydalus cephalotes Rambur, 1842
- Corydalus clauseni Contreras-Ramos, 1998
- Corydalus clavijoi Contreras-Ramos, 2002
- Corydalus colombianus Contreras-Ramos, 1998
- Corydalus cornutus (Linnaeus, 1758)
- Corydalus crossi Contreras-Ramos, 2002
- Corydalus diasi Navás, 1915
- Corydalus ecuadorianus Banks, 1948
- Corydalus flavicornis Stitz, 1914
- Corydalus flinti Contreras-Ramos, 1998
- Corydalus hayashii Contreras-Ramos, 2002
- Corydalus hecate McLachlan, 1866
- Corydalus holzenthali Contreras-Ramos, 1998
- Corydalus ignotus Contreras-Ramos, 1998
- Corydalus imperiosus Contreras-Ramos, 1998
- Corydalus longicornis Contreras-Ramos, 1998
- Corydalus luteus Hagen, 1861
- Corydalus magnus Contreras-Ramos, 1998
- Corydalus mayri Contreras-Ramos, 2002
- Corydalus neblinensis Contreras-Ramos, 1998
- Corydalus nubilus Erichson, 1848
- Corydalus parvus Stitz, 1914
- Corydalus peruvianus K. Davis, 1903
- Corydalus primitivus Van der Weele, 1909
- Corydalus territans Needham, 1909
- Corydalus tesselatus Stitz, 1914
- Corydalus texanus Banks, 1903
- Corydalus tridentatus Stitz, 1914